# Jakub Jurka
Pour les articles homonymes, voir Jurka.
Jakub Jurka, né le 13 juin 1999 à Olomouc, est un escrimeur tchèque pratiquant l'épée.
Jurka est sélectionné pour les Jeux olympiques de 2020 à Tokyo, mais perd dès les 16e de finale face à Kazuyasu Minobe.
En 2024, il complète l'équipe de République tchèque, avec Martin Rubeš, Jiří Beran et Michal Čupr, et remporte la médaille de bronze en battant la France 43-41.